# El Castillo Hotel
El Castillo Hotel es un edificio de arquitectura medieval construido en 1870, ubicado en Valle Hermoso (Córdoba), Argentina.
A lo largo de su vida y bajo la guía de distintos propietarios, ha sido, en orden cronológico, una mansión familiar, un hotel de época, una colonia de turismo sindical y un hotel cinco estrellas.

## Historia del Castillo Hotel
El Castillo se construyó como casco principal de la estancia “Las Playas”, alrededor del año 1870, en la localidad de Valle Hermoso, Provincia de Córdoba, República Argentina.
A principios del siglo XX el casco se amplió, conservando su estilo medieval, para convertirse en el lujoso “Hotel Monte Olivo”, embellecido con pisos de granito y parqué, ebanistería de cedro y quina, mobiliario provenzal, vajilla de porcelana y plata, grifería de bronce, y luminaria de hierro forjado.
En los años 30s el inmigrante italiano Don José Ferrarini adquirió el hotel, lo hizo reformar por el arquitecto Fernando Rosas, pero pocos años después cerró sus puertas y el castillo estuvo sin uso durante más de treinta años.

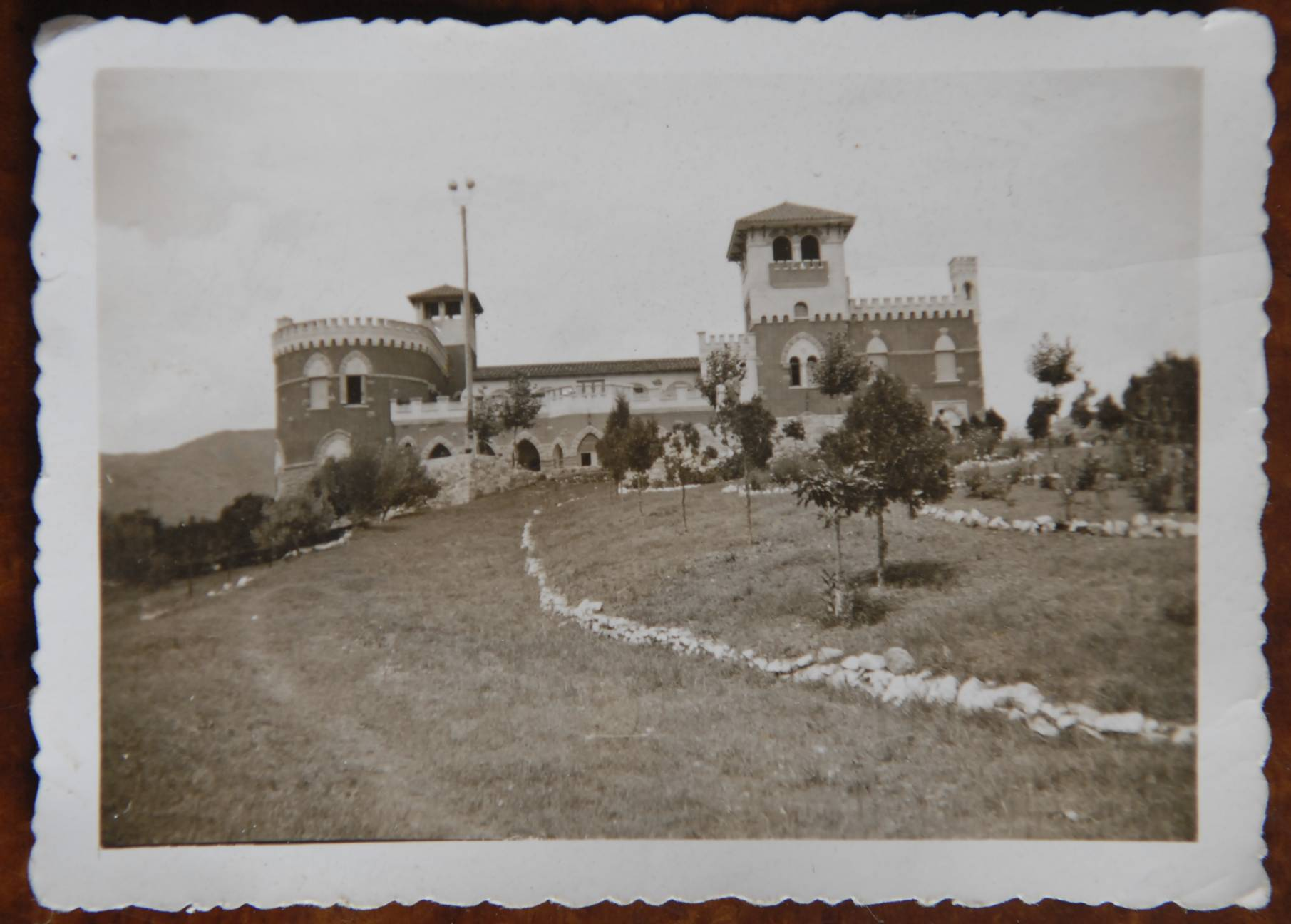
Casco de Estancia Las Playas, 1870

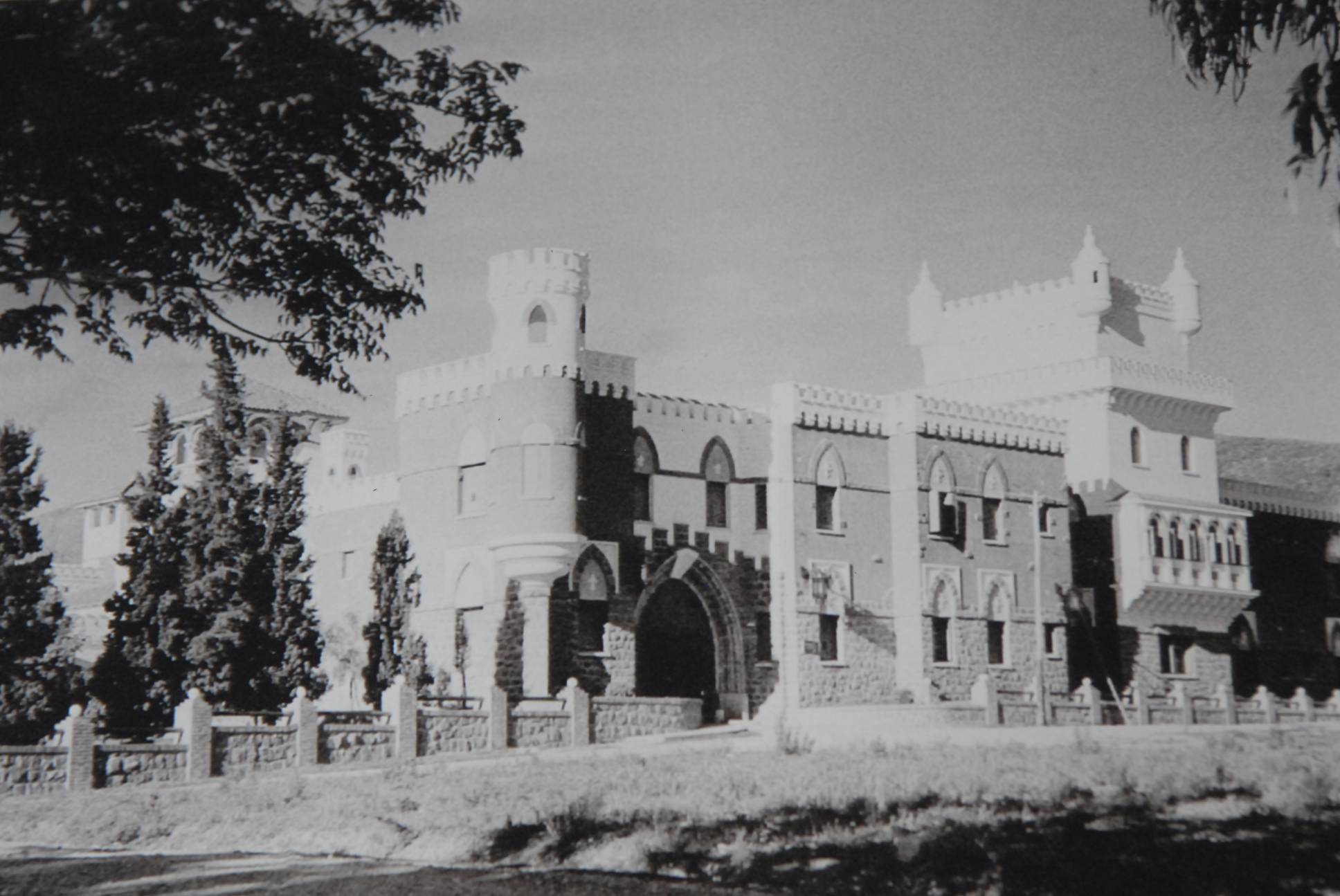
Hotel Monte Olivo, 1930

Desde 1970 a 2000, la propiedad fue utilizada como colonia de vacaciones por el sindicato de los metalúrgicos (Unión Obrera Metalúrgica), y concesionada a operadores de turismo estudiantil y de tercera edad. En los últimos años de esta etapa, el Castillo quedó sin posibilidades de utilización, debido al deterioro sufrido por el descuido, la falta de mantenimiento y los saqueos repetidos.
En 2002, el Castillo recobró su valor histórico gracias a una restauración que duró cuatro años, realizada completamente por mano de obra local y dirigida artesanalmente por una familia argentina.
Desde el año 2006, con el nombre de “El Castillo Hotel Fabrega Organizational Center” opera como hotel especializado en turismo familiar, eventos corporativos y programas de capacitación.

## Arquitectura
El Castillo tiene 7000 metros cubiertos y cuatro hectáreas de parque.
En los distintos módulos, el edificio combina materiales como piedra, ladrillo, revoque fino, madera maciza, y hierro forjado. Las aberturas son de líneas rectas, pero están remarcadas con arcos de piedra. La terminación superior presenta una forma dentada, de tipo almena, y en todos los ángulos se ubican torres miradores. Los techos presentan terrazas planas y superficies inclinadas con tejas españolas.
Tiene 45 habitaciones de hasta 90 metros cuadrados. En sus áreas comunes dispone de restaurante, cava de vinos, bar, lounge, sala de lectura, home-theater, atelier de artes plásticas, estudio de fotografía, sala de ensayo para músicos, bowling y juegos, gimnasio y Spa con piscina climatizada, jacuzzi, sauna seco y zona de relax. En su parque hay piscinas, canchas de tenis, vóleybol y fútbol. El Salón Feudal, construido en 2009, tiene 7 metros de altura y 600 metros cuadrados cubiertos, piso técnico con placas móviles para tener acceso a conexiones eléctricas desde cualquier lugar, sistemas de audio, video e iluminación móviles, un sistema de climatización que hace recircular el agua de la piscina por tuberías internas, aberturas de doble vidrio con cámara de aire, iluminación natural por medio de grandes ventanales cenitales con espejos ópticos que proyectan luz solar indirecta, el piso está hecho con un material natural a base de aceite de lino, y tiene un sistema de puesta a tierra y protección contra descargas atmosféricas que vincula toda la estructura de hierro del salón para evitar cambios de tensión en los aparatos electrónicos.

## Operación
Bajo el nombre de El Castillo Hotel Fabrega Organizational Center, la empresa elabora y dicta programas educativos para organizaciones (empresas, fundaciones, universidades, familias).
Los programas combinan la ciencia de sus seminarios teóricos con el arte de sus actividades integradoras, orientándose al desarrollo de fenómenos y procesos humanos cruciales dentro de una organización.
Las temáticas principales son: poder y liderazgo, conflicto y negociación, performance en equipo, procesamiento de la información, gestión del cambio, motivación y satisfacción, toma de decisiones, entrepreneurship, creatividad e innovación.
Cada organización se aloja en El Castillo con exclusividad de uso de la totalidad de los servicios e instalaciones.
Los programas para familias se ofrecen durante dos meses al año, que coinciden con las épocas de vacaciones escolares.

## Ecoturismo
El Castillo plantea el respeto del entorno serrano y del edificio como joya arquitectónica.
Su restauración se llevó a cabo dejando intacta la estructura e incorporando tecnología de vanguardia, en un ámbito ecológico.
El Castillo cuenta con un equipo de trabajo multifuncional, constituido por personas oriundas de la región exclusivamente, que son las mismas personas que realizaron las tareas de restauración del edificio.
En el área de dormitorios no hay televisores ni frigobares, y los teléfonos se utilizan solamente para comunicaciones internas.
Entre otras acciones ecoturistas, El Castillo presenta: sistema de aprovisionamiento total Just In Time; donación de muebles en desuso a instituciones educativas locales; iluminación por energía solar, conexión inalámbrica 802.11n y simétrica a Internet, iluminación por energía solar, climatización independiente 13 SEER con gas ecológico, vertiente propia de agua mineral; organización en dos niveles jerárquicos; actividades deportivas periódicas para el personal; programas educativos permanentes de economía del hogar, nociones del derecho, dinámica de grupos, yoga y artes plásticas y musicales; mayoría del personal permanente; totalidad del personal local; ausencia de requisitos de experiencia o educación formal para ocupar puestos de trabajo; apoyo activo en trabajos académicos a estudiantes de todos los niveles que así lo soliciten.

## Categorización
El 22 de marzo de 2010, El Castillo fue oficialmente reconocido como hotel cinco estrellas por Agencia Córdoba Turismo. Es el primer hotel cinco estrellas de las Sierras de Córdoba y el único de la provincia fuera de la ciudad capital.
En Argentina, los hoteles considerados de alta gama (4 y 5 estrellas) conforman el 8% del total de la oferta hotelera y el 50% de ellos se concentran en la ciudad y la provincia de Buenos Aires, según la Encuesta de Ocupación Hotelera (EOH) que se realizó en 2007 y que es la última estadística oficial disponible.

## Caso de estudio y participación académica
El Castillo es el primer hotel sudamericano que ha sido analizado por la comunidad académica internacional.
El estudio de caso, escrito por el Prof. Emérito Jonathan Story y certificado por las universidades INSEAD y el Instituto Politécnico Rensselaer, describe cómo fue posible crear un producto previamente inexistente, que combina turismo familiar y capacitación empresarial, obteniendo récords de crecimiento y satisfacción de clientes. El análisis pone especial énfasis en la situación de alto riesgo que debió superar la familia emprendedora, con obstáculos tales como la profunda crisis económica (crisis de diciembre de 2001 en Argentina), ausencia de crédito, proveedores alejados, tecnología costosa,  contexto cambiante, localización desvalorizada, y leyes contrarias al ecoturismo.
El caso es distribuido por The Case Centre, la mayor organización mundial dedicada a promover y facilitar casos de estudio para el desarrollo de programas de management y educativos en general. The Case Centre cuenta con un listado de aproximadamente 60.000 estudios, de los cuales los casos argentinos representan menos del 0,1%.
El Castillo ha sido invitado por distintas organizaciones y universidades para presentar su visión y compromiso como actor social responsable. En 2009 fue el único disertante argentino en el Encuentro Federal de Desarrollo Local, organizado por el  Consejo Federal de Inversiones. Desde ese año ha expuesto en las Universidades Nacionales del Nordeste, de Quilmes, de San Luis, las Universidades Torcuato Di Tella, de Buenos Aires, de Palermo (UP Graduate Business School), Tecnológica Nacional, Católica de Córdoba, Argentina de la Empresa (UADE Business School), Austral (IAE Business School), Rutgers Business School, Católica de Salta, la organización de comercio justo Amartya junto a Vestfold University y el Programa de Naciones Unidas para el Desarrollo, AIESEC, TEDx, y el Instituto Argentino de Responsabilidad Social Empresaria (IARSE).
En 2010, su equipo directivo ha sido uno de los 36 convocados del mundo para formar parte del “Fordham Consortium on the Purpose of Business”, una iniciativa de la Universidad de Fordham de Nueva York. En 2013 El Castillo recibió el Primer Premio al Liderazgo Sostenible de la  Cámara de Comercio Argentino Británica.